# Steve Lawrence
Steve Lawrence, nome artístico de Sidney Liebowitz (Brooklin, 8 de julho de 1935 – Los Angeles, 7 de março de 2024) foi um cantor e ator estadunidense, mundialmente conhecido como parte da famosa dupla Steve & Eydie.

## Infância
Os pais de Sidney Liebowitz eram imigrantes judeus, e o pai, era cantor e pintor; e formou-se na Thomas Jefferson High School.

## Início
Em 1952, conheceu sua futura esposa, Eydie Gormé, quando foram convidados a participar de um programa bastante famoso na época: The Tonight Show, em horário nobre.

## Vida pessoal
Steve e Eydie se casaram em 1957 e tiveram dois filhos, um dos quais se tornou escritor e compositor, e é o autor do musical High School.
O outro filho do casal, morreu prematuramente, aos 23 anos, em 1986, durante uma partida de tênis, esporte que praticava com bastante freqüência, e era bem conhecido no meio esportivo pelo seu talento com as raquetes.

## Sucesso
As apresentações do casal são famosas, tanto no rádio, como na televisão, nos cassinos e principalmente em Las Vegas e Atlantic City, onde assistir um show deles, virou um clássico do showbiz americano; quase uma obrigação.
Em 1963, Steve Lawrence também ficou mundialmente conhecido por sua gravação de "Go Away Little Girl", música de sua autoria junto com Carole King; esta música é bastante familiar de todo mundo, tanto nas versões vocais como nas instrumentais, tendo sido gravada e regravada infinitas vezes...
Desde a década de 1970 o casal Steve & Eydie focaram seu trabalho quase que exclusivamente no repertório pop-romântico americano, gravando vários discos de compositores famosos, autores dos clássicos que entraram para a história musical.
Incansáveis, em 2002 anunciaram uma mega-turnê chamada de “One More For The Road”.
Em 2003, Mark Portantiere escreveu na sua coluna Theatermania sobre a apresentação deste show, que ele assistiu em Long Island, no “Westburry Music Hall”.
O show iniciou com uma montagem de clips do casal juntos ou separadamente, contracenando e dividindo o palco com outros colegas famosos, como Ethel Merman, Perry Como e Frank Sinatra.
A seguir, entraram no palco e fizeram um “medley” de seus maiores sucessos para depois cada um cantar sozinho e fazer sua apresentação individual.
Muitos associam o nome deles somente a discos, TV e shows em “nightclubs”, mas ambos têm uma forte ligação com os palcos teatrais, especialmente a Broadway, não só através do repertório, que contém os maiores hits de lá, mas também pelas atuações de ambos.
Steve contou para a plateia que pouco antes de morrer, Sinatra lhe mandou de presente uma enorme caixa, contendo vários arranjos originais de suas músicas, como por exemplo “All, or Nothing At All”, “Come Fly With Me” e “Night & Day”.
Encerraram a noite com um clássico de Gerswhin, “Love is Here To Stay”.

## Morte
Lawrence morreu em 7 de março de 2024 em Los Angeles devido a complicações da doença de Alzheimer.

## Discografia

### Álbuns
- Steve Lawrence (1953)

- About That Girl (1955)

- Songs By Steve Lawrence (1956)

- Here's Steve Lawrence (1958)

- All About Love (1958)

- Swing Softly With Me (1959)

- Songs Everybody Knows (1960)

- The Best of Steve Lawrence (1960)

- The Steve Lawrence Sound (1960)

- Lawrence Goes Latin (1961)

- Portrait Of My Love (1961)

- The Very Best of Steve Lawrence (1961)

- People Will Say We’re In Love (1962)

- Steve Lawrence Conquers Broadway (1962)

- Come Waltz With Me (1962)

- Winners (1962)

- Swinging West (1963)

- Academy Award Losers (1964)

- Everybody Knows (1964)

- What Makes Sammy Run? (Original Cast Album, 1964)

- Greatest Hits (1965)

- The Steve Lawrence Show (1965)
- Steve & Eydie, Bonfá & Brazil (1967)

- Sing of Love and Sad Young Men (1967)

- I've Gotta Be Me (1969)

- On A Clear Day -- Steve Sings Up A Storm (1970)

- Portrait of Steve (1972)

- Tu Seras Mi Musica (1977)

- My Way (1977)

- Take It On Home (1981)

- The Warm Hours (2000)

- Love Songs From The Movies (2001)

- Songs My Friends Made Famous (2001)

- Steve Lawrence Sings Sinatra (2001)

### Singles
| Ano  | Single                                             | Posição nas paradas | Posição nas paradas | Posição nas paradas | Posição nas paradas |
| Ano  | Single                                             | US                  | US AC               | US R&B              | UK                  |
| ---- | -------------------------------------------------- | ------------------- | ------------------- | ------------------- | ------------------- |
| 1952 | "Poinciana"                                        | 21                  | -                   | —                   | —                   |
| 1953 | "How Many Stars Have To Shine"                     | 26                  | -                   | —                   | —                   |
| 1957 | "The Banana Boat Song"                             | 18                  | -                   | —                   | —                   |
| 1957 | "Party Doll"                                       | 5                   | -                   | —                   | —                   |
| 1957 | "(The Bad Donkey) Pum-Pa-Lum"                      | 45                  | -                   | —                   | —                   |
| 1957 | "Can't Wait For Summer"                            | 42                  | -                   | —                   | —                   |
| 1957 | "Fabulous"                                         | 71                  | -                   | —                   | —                   |
| 1957 | "Fraulein"                                         | 54                  | -                   | —                   | —                   |
| 1958 | "Uh-Huh, Oh Yeah"                                  | 73                  | -                   | —                   | —                   |
| 1958 | "Many a Time"                                      | 97                  | -                   | —                   | —                   |
| 1959 | "(I Don't Care) Only Love Me"                      | 62                  | -                   | —                   | —                   |
| 1959 | "Pretty Blue Eyes"                                 | 9                   | -                   | —                   | —                   |
| 1960 | "Footsteps"                                        | 7                   | -                   | —                   | 4                   |
| 1960 | "Girls, Girls, Girls"                              | -                   | -                   | —                   | 49                  |
| 1961 | "Portrait of My Love"                              | 9                   | -                   | —                   | —                   |
| 1961 | "My Clair De Lune"                                 | 68                  | 13                  | —                   | —                   |
| 1961 | "In Time"                                          | 94                  | 19                  | —                   | —                   |
| 1961 | "Somewhere Along the Way"                          | 67                  | 16                  | —                   | —                   |
| 1962 | "Our Concerto"                                     | 107                 | -                   | —                   | —                   |
| 1962 | "The Lady Wants To Twist"                          | 120                 | -                   | —                   | —                   |
| 1962 | "Go Away Little Girl"                              | 1                   | 1                   | 14                  | —                   |
| 1963 | "Don't Be Afraid, Little Darlin'"                  | 26                  | 12                  | —                   | —                   |
| 1963 | "Poor Little Rich Girl"                            | 27                  | 11                  | —                   | —                   |
| 1963 | "More"                                             | 117                 | -                   | —                   | —                   |
| 1963 | "I Want To Stay Here"†                             | 28                  | 8                   | —                   | 3                   |
| 1963 | "Walking Proud"                                    | 26                  | -                   | —                   | —                   |
| 1963 | "I Can't Stop Talking About You"†                  | 35                  | 14                  | —                   | —                   |
| 1964 | "My Home Town"                                     | 106                 | -                   | —                   | —                   |
| 1964 | "A Room Without Windows"                           | 120                 | -                   | —                   | —                   |
| 1964 | "Everybody Knows"                                  | 72                  | 18                  | —                   | —                   |
| 1964 | "Yet...I Know"                                     | 77                  | 15                  | —                   | —                   |
| 1965 | "Bewitched..."                                     | 103                 | -                   | —                   | —                   |
| 1965 | "I Will Wait For You"                              | 113                 | -                   | —                   | —                   |
| 1965 | "Last Night I Made a Little Girl Cry"              | 126                 | -                   | —                   | —                   |
| 1965 | "Millions of Roses"                                | 106                 | 11                  | —                   | —                   |
| 1966 | "The Week-end"                                     | 131                 | 24                  | —                   | —                   |
| 1966 | "The Ballad of the Sad Young Men"                  | -                   | 36                  | —                   | —                   |
| 1967 | "The Honeymoon Is Over"†                           | -                   | 14                  | —                   | —                   |
| 1967 | "Sweet Maria"                                      | -                   | 23                  | —                   | —                   |
| 1967 | "I've Gotta Be Me"                                 | -                   | 6                   | —                   | —                   |
| 1968 | "The Two of Us"#                                   | -                   | 33                  | —                   | —                   |
| 1968 | "Runaround"                                        | -                   | 27                  | —                   | —                   |
| 1969 | "Real True Lovin'"†                                | 119                 | 20                  | —                   | —                   |
| 1969 | "The Drifter"                                      | -                   | 14                  | —                   | —                   |
| 1970 | "Mama, a Rainbow"                                  | -                   | 38                  | —                   | —                   |
| 1970 | "(You're My) Soul & Inspiration"†                  | -                   | 21                  | —                   | —                   |
| 1970 | "Groovin'"                                         | -                   | 25                  | —                   | —                   |
| 1971 | "Love is Blue/Autumn Leaves"†                      | -                   | 37                  | —                   | —                   |
| 1972 | "Ain't No Sunshine/You Are My Sunshine"            | -                   | 24                  | —                   | —                   |
| 1972 | "We Can Make It Together (featuring the Osmonds)"† | 68                  | 7                   | —                   | —                   |
| 1973 | "Feelin'"†                                         | -                   | 31                  | —                   | —                   |
| 1973 | "The End (At the End of a Rainbow)"                | -                   | 46                  | —                   | —                   |
| 1975 | "Now That We're In Love"                           | -                   | 16                  | —                   | —                   |
| 1979 | "Hallelujah"‡                                      | -                   | 46                  | —                   | —                   |